# Donald Mëllugja
Donald Mëllugja (sinh 31 tháng 5 năm 1995) là một cầu thủ bóng đá Albania thi đấu ở vị trí thủ môn cho KS Burreli ở Giải bóng đá hạng nhất quốc gia Albania.